# Institut national de statistique et d'informatique

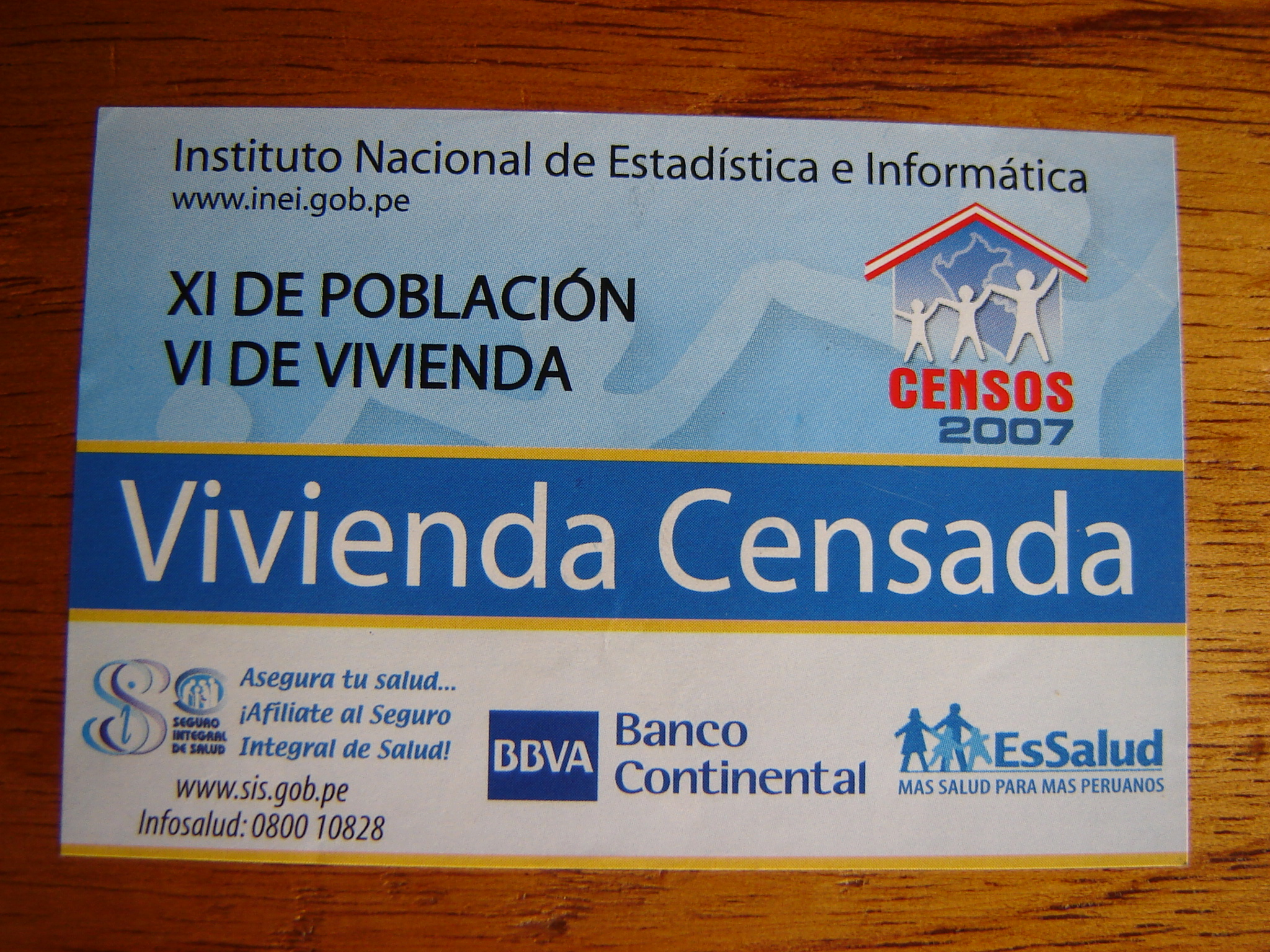
INEI étiquette utilisée dans le recensement de 2007.

L'Institut national de statistique et d'informatique,, (espagnol : Instituto Nacional de Estadística e Informática), abrégé INEI, est l'organisme officiel de statistiques du gouvernement péruvien. Il coordonne, collecte et évalue les informations statistiques du pays. Il dispose d'une autonomie technique et de gestion. L'INEI est dirigé depuis 2006 par Renán Quispe qui a remplacé Farid Matuk.

## Recensements
L'organisme est chargé des recensements de population, de logements, d'entreprises, etc.
Le dernier recensement national de l'INEI est celui de 2005 qui s'est déroulé du 18 juillet au 20 août et dont les résultats ont été publiés le 30 novembre. La population du Pérou s'élevait alors à 27 219 264 habitants.
Le précédent recensement de population s'était déroulé en 1993. Les résultats du recensement 2005 ont fait l'objet d'une controverse fin 2006 et sont contestés par le nouveau gouvernement d'Alan García qui veut faire réaliser un nouveau recensement en 2007.

## Ubigeo
Ubigeo est un sigle officiel qui signifie Código de Ubicación Geográfica (code géographique). Il s'agit d'un code numérique utilisé par l'INEI pour codifier les subdivisions territoriales du Pérou.

### Codes régionaux
| 01 | Amazonas      | 01 02 03 04 05 06 07 08 09 10 11 12 13 14 15 16 17 18 19 20 21 22 23 24 25 |
| 02 | Ancash        | 01 02 03 04 05 06 07 08 09 10 11 12 13 14 15 16 17 18 19 20 21 22 23 24 25 |
| 03 | Apurímac      | 01 02 03 04 05 06 07 08 09 10 11 12 13 14 15 16 17 18 19 20 21 22 23 24 25 |
| 04 | Arequipa      | 01 02 03 04 05 06 07 08 09 10 11 12 13 14 15 16 17 18 19 20 21 22 23 24 25 |
| 05 | Ayacucho      | 01 02 03 04 05 06 07 08 09 10 11 12 13 14 15 16 17 18 19 20 21 22 23 24 25 |
| 06 | Cajamarca     | 01 02 03 04 05 06 07 08 09 10 11 12 13 14 15 16 17 18 19 20 21 22 23 24 25 |
| 07 | Callao        | 01 02 03 04 05 06 07 08 09 10 11 12 13 14 15 16 17 18 19 20 21 22 23 24 25 |
| 08 | Cuzco         | 01 02 03 04 05 06 07 08 09 10 11 12 13 14 15 16 17 18 19 20 21 22 23 24 25 |
| 09 | Huancavelica  | 01 02 03 04 05 06 07 08 09 10 11 12 13 14 15 16 17 18 19 20 21 22 23 24 25 |
| 10 | Huánuco       | 01 02 03 04 05 06 07 08 09 10 11 12 13 14 15 16 17 18 19 20 21 22 23 24 25 |
| 11 | Ica           | 01 02 03 04 05 06 07 08 09 10 11 12 13 14 15 16 17 18 19 20 21 22 23 24 25 |
| 12 | Junín         | 01 02 03 04 05 06 07 08 09 10 11 12 13 14 15 16 17 18 19 20 21 22 23 24 25 |
| 13 | La Libertad   | 01 02 03 04 05 06 07 08 09 10 11 12 13 14 15 16 17 18 19 20 21 22 23 24 25 |
| 14 | Lambayeque    | 01 02 03 04 05 06 07 08 09 10 11 12 13 14 15 16 17 18 19 20 21 22 23 24 25 |
| 15 | Lima          | 01 02 03 04 05 06 07 08 09 10 11 12 13 14 15 16 17 18 19 20 21 22 23 24 25 |
| 16 | Loreto        | 01 02 03 04 05 06 07 08 09 10 11 12 13 14 15 16 17 18 19 20 21 22 23 24 25 |
| 17 | Madre de Dios | 01 02 03 04 05 06 07 08 09 10 11 12 13 14 15 16 17 18 19 20 21 22 23 24 25 |
| 18 | Moquegua      | 01 02 03 04 05 06 07 08 09 10 11 12 13 14 15 16 17 18 19 20 21 22 23 24 25 |
| 19 | Pasco         | 01 02 03 04 05 06 07 08 09 10 11 12 13 14 15 16 17 18 19 20 21 22 23 24 25 |
| 20 | Piura         | 01 02 03 04 05 06 07 08 09 10 11 12 13 14 15 16 17 18 19 20 21 22 23 24 25 |
| 21 | Puno          | 01 02 03 04 05 06 07 08 09 10 11 12 13 14 15 16 17 18 19 20 21 22 23 24 25 |
| 22 | San Martín    | 01 02 03 04 05 06 07 08 09 10 11 12 13 14 15 16 17 18 19 20 21 22 23 24 25 |
| 23 | Tacna         | 01 02 03 04 05 06 07 08 09 10 11 12 13 14 15 16 17 18 19 20 21 22 23 24 25 |
| 24 | Tumbes        | 01 02 03 04 05 06 07 08 09 10 11 12 13 14 15 16 17 18 19 20 21 22 23 24 25 |
| 25 | Ucayali       | 01 02 03 04 05 06 07 08 09 10 11 12 13 14 15 16 17 18 19 20 21 22 23 24 25 |

### Provinces
Les provinces du Pérou sont identifiées par un code numérique à 2 chiffres accolé au code régional à 2 chiffres de la région (anciennement département) auquel elles appartiennent, soit 4 chiffres au total.

Exemples : 
- la province de Lambayeque a le code Ubigeo 1403 (14 + 03)
- la province de Lima a le code Ubigeo 1501 (15 +01)

### Districts
Les districts du Pérou sont identifiés par un code numérique à 2 chiffres accolé au code régional à 4 chiffres de la province à laquelle ils sont rattachés, soit 6 chiffres au total.

Exemples :
- le district de Lambayeque a le code Ubigeo 140301 (1403 + 01)
- le district de Chorrillos a le code Ubigeo 150108 (1501 + 08)

## Sources
- (es) Cet article est partiellement ou en totalité issu de l’article de Wikipédia en espagnol intitulé « Ubigeo » (voir la liste des auteurs).